# Dragutin Topić
Dragutin Topić (cyr. Драгутин Топић; ur. 12 marca 1971 w Belgradzie) – serbski lekkoatleta, skoczek wzwyż.

## Kariera
Sześciokrotnie startował w igrzyskach olimpijskich (Barcelona 1992, Atlanta 1996, Sydney 2000, Ateny 2004, Pekin 2008 oraz Londyn 2012). W 1990 roku podczas mistrzostw świata juniorów ustanowił nadal aktualny rekord świata juniorów skacząc 2,37 m. W tym samym sezonie został także mistrzem Europy seniorów. Medalista halowych mistrzostw świata oraz halowego czempionatu Starego Kontynentu. W 1995 roku zwyciężył podczas uniwersjady. Wielokrotnie zwyciężał w mistrzostwach Bałkanów w hali i na stadionie. Pięciokrotny rekordzista Serbii i wielokrotny medalista mistrzostw kraju.
W lutym 2001 złapany na dopingu, odbył karę dwuletniej dyskwalifikacji. 
Jego żoną jest Biljana Topić – trójskoczkini, a córką – Angelina Topić – skoczkini wzwyż. 

## Osiągnięcia
| Rok  | Impreza                              | Miejsce    | Pozycja           | Wynik    |
| ---- | ------------------------------------ | ---------- | ----------------- | -------- |
| 1989 | Mistrzostwa Europy juniorów          | Varaždin   | 4. miejsce        | 2,20     |
| 1990 | Mistrzostwa świata juniorów          | Płowdiw    | 1. miejsce        | 2,37 WJR |
| 1990 | Mistrzostwa Europy                   | Split      | 1. miejsce        | 2,34     |
| 1991 | Halowe mistrzostwa świata            | Sewilla    | 12. miejsce       | 2,24     |
| 1991 | Mistrzostwa świata                   | Tokio      | 9. miejsce        | 2,28     |
| 1992 | Halowe mistrzostwa Europy            | Genua      | 3. miejsce        | 2,29     |
| 1992 | Igrzyska olimpijskie                 | Barcelona  | 8. miejsce        | 2,28     |
| 1993 | Mistrzostwa świata                   | Stuttgart  | el. – 14. miejsce | 2,24     |
| 1994 | Mistrzostwa Europy                   | Helsinki   | 5. miejsce        | 2,31     |
| 1994 | Finał Grand Prix IAAF                | Paryż      | 3. miejsce        | 2,30     |
| 1995 | Uniwersjada                          | Fukuoka    | 1. miejsce        | 2,29     |
| 1995 | Mistrzostwa świata                   | Göteborg   | 8. miejsce        | 2,25     |
| 1996 | Halowe mistrzostwa Europy            | Sztokholm  | 1. miejsce        | 2,35     |
| 1996 | Halowe mistrzostwa Bałkanów          | Pireus     | 1. miejsce        | 2,21     |
| 1996 | Igrzyska olimpijskie                 | Atlanta    | 4. miejsce        | 2,32     |
| 1997 | Halowe mistrzostwa świata            | Paryż      | 3. miejsce        | 2,32     |
| 1997 | Mistrzostwa świata                   | Ateny      | el. – 8. miejsce  | 2,23     |
| 1998 | Halowe mistrzostwa Europy            | Walencja   | 6. miejsce        | 2,22     |
| 1998 | Mistrzostwa Europy                   | Budapeszt  | 9. miejsce        | 2,24     |
| 1998 | Mistrzostwa Bałkanów                 | Ateny      | 1. miejsce        | 2,26     |
| 1999 | Mistrzostwa świata                   | Sewilla    | 4. miejsce        | 2,32     |
| 2000 | Halowe mistrzostwa Europy            | Gandawa    | 3. miejsce        | 2,34     |
| 2000 | Igrzyska olimpijskie                 | Sydney     | el. – 21. miejsce | 2,20     |
| 2000 | Finał Grand Prix IAAF                | Doha       | 3. miejsce        | 2,25     |
| 2003 | Halowe mistrzostwa świata            | Birmingham | 4. miejsce        | 2,30     |
| 2003 | Halowe mistrzostwa Bałkanów          | Peania     | 1. miejsce        | 2,30     |
| 2004 | Igrzyska olimpijskie                 | Ateny      | 10. miejsce       | 2,29     |
| 2004 | Mistrzostwa Bałkanów                 | Stambuł    | 1. miejsce        | 2,23     |
| 2005 | Halowe mistrzostwa Bałkanów          | Peania     | 1. miejsce        | 2,31     |
| 2005 | Halowe mistrzostwa Europy            | Madryt     | 5. miejsce        | 2,30     |
| 2005 | Mistrzostwa świata                   | Helsinki   | 9. miejsce        | 2,25     |
| 2005 | Mistrzostwa Bałkanów                 | Nowy Sad   | 1. miejsce        | 2,26     |
| 2007 | Mistrzostwa świata                   | Osaka      | el. – 31. miejsce | 2,19     |
| 2008 | Halowe mistrzostwa świata            | Walencja   | 6. miejsce        | 2,27     |
| 2008 | Igrzyska olimpijskie                 | Pekin      | el. – 17. miejsce | 2,25     |
| 2009 | Halowe mistrzostwa Europy            | Turyn      | 8. miejsce        | 2,25     |
| 2009 | Halowe mistrzostwa Bałkanów          | Pireus     | 1. miejsce        | 2,28     |
| 2009 | I liga drużynowych mistrzostw Europy | Bergen     | 1. miejsce        | 2,29     |
| 2009 | Igrzyska śródziemnomorskie           | Pescara    | 3. miejsce        | 2,29     |
| 2009 | Mistrzostwa świata                   | Berlin     | el. – 30. miejsce | 2,15     |
| 2012 | Mistrzostwa Europy                   | Helsinki   | el. – 30. miejsce | 2,10     |
| 2012 | Igrzyska olimpijskie                 | Londyn     | eliminacje        | NM       |

## Rekordy życiowe
- skok wzwyż – 2,38 m (1993) rekord Serbii
- skok wzwyż (hala) – 2,35 m (1996) rekord Serbii